# Centro Nacional de Hóquei de Singapura

O Centro Nacional de Hóquei de Singapura é usado para o desenvolvimento das camadas jovens nacionais de hóquei singapuranas e para treino da equipa nacional de hóquei de singapurana. 
Este centro é/foi usado para competições como:
- Liga de Hóquei de Singapura
- Jogos do Sudeste Asiático de 1993 - Provas de hóquei
- Taça das Federações Asiáticas de Hóquei Feminina de 1997 (a primeira edição da prova)
- Taça das Federações Asiáticas de Hóquei Sub-16 de 2000
- Desafio de Hóquei Internacional de Singapura de 2007, com a participação de equipas nacionais de hóquei da Índia, Japão, Malásia, Paquistão e Singapura.

## Jogos Olímpicos da Juventude Singapura 2010
O Centro Nacional de Hóquei está situado a cerca de 20 minutos (de autocarro) da Aldeia Olímpica da Juventude e de maior parte dos hotéis do COI. Está bem ligado à rede de transportes públicos, e está a uma curta distância da estação de comboios Redhill MRT e de paragens de autocarros públicos.
Acolherá a competição de hóquei nos Jogos Olímpicos da Juventude Singapura 2010.